# 比利·邦茨
比利·邦茨，MBE（1948年9月17日—）是一名已退役的英格兰足球运动员，既可司職後衛，亦可司職中场，職業生涯大部份時間都是在西汉姆联效力。

## 職業生涯

### 西汉姆联生涯（1968-1988）
1967年夏天，英格蘭已故著名領隊罗恩·格林伍德以5萬英鎊的價錢由查尔顿買入尚未有任何國際賽經驗的邦茨。他在西汉姆联的處子戰，是替球隊出戰谢周三。
多才多藝
年青時代的邦茨是一名右後防球員，由於當時有博比·摩尔在陣，經驗尚淺的邦茨未能司職中堅位置。作為一位右閘，邦茨有極佳的助攻力，並且速度甚快。邦茨擔任中堅或防守中場時，無論頭球與攔截俱佳，後來轉踢清道夫，除了能一腳解圍之外，同時亦可將皮球帶出重圍組織攻勢。70年代初期，格林伍德看中邦茨的攔截力量，大膽將擁有頂上功夫與身高的他改踢中場伙拍特雷弗·布鲁金，由於在中場有出色的效率，邦茨成為布鲁金的最佳拍檔。1972年，邦茨協助西汉姆联打入聯賽盃四強，可惜不敵由戈登·班克斯把關的斯托克城出局。
1973-74球季，邦茨成為西汉姆联頭號射手，一季射入13球之多，其中對切尔西更連中三元。1974年，格林伍德離開西汉姆联，而同年3月博比·摩尔亦加盟富勒姆。邦茨在新任領隊约翰·兰雅手上接過博比·摩尔的隊長臂章。1975年，西汉姆联先後淘汰女王公园巡游者、阿森纳和伊普斯维奇，繼1965年後10年來第一次打入足總盃決賽，邦茨以隊長身份領軍西汉姆联於溫布萊出戰，面對由博比·摩尔帶領的富勒姆，結果西汉姆联憑阿伦·泰勒兩記入球以2:0勝出登上冠軍王座，自1966年以來取得球會第一面冠軍獎牌，賽後邦茨取得他人生中第一項錦標。1976年，西汉姆联在欧洲杯赛冠军杯有優異表現，在晉級過程中，先於八強擊敗海牙，四強淘汰法兰克福，決賽遇上人強馬壯的安德莱赫特。當年的安德莱赫特擁有比利時國腳永邦·维尔科德伦、荷蘭名將阿里·汉與罗布·伦森布林克，最終在布魯塞爾舉行的決賽，西汉姆联以2：4落敗，邦茨的歐洲冠軍夢碎。
改踢中堅
1976-77球季，年青的阿伦·德逢赛崛起，邦茨的防守中場位置被取代，而兰雅並沒有將這位隊長賣走，相反看準邦茨的運球能力以及看通戰局的本領，將邦茨調任中堅，發揮類近半清道夫的角色，在新位置下，邦茨開個人的第二個黃金十年。1977-78球季，西汉姆联因成績欠佳降班，不過球隊沒有出現星散現象。
在兰雅領軍下更保持團結力量，西汉姆联以破世界守門員轉會費紀錄52萬5千鎊從昆士柏流浪買入了英格蘭國腳菲尔·帕克斯取代1975年英格蘭最佳年青球員門將梅文·戴，右閘起用蘇格蘭國腳雷·斯图尔特，邦茨在後防擔任指揮官，伙拍年青中堅阿尔文·马丁，左後防則沿用老兰帕德。這批優秀後防，加上德逢赛與布鲁金，西汉姆联在70年代後期開始重生。1980年，西汉姆联以乙組球隊身份打入英格蘭足總盃決賽，遇上衛冕的阿森納，賽前西汉姆联在被一致看淡下憑布鲁金頭球一箭定江山，邦茨第二度以隊長身份領導西汉姆联在溫布萊取得足總盃冠軍。1981年，西汉姆联打入了聯賽盃決賽，很可惜在決賽重賽中以1：2不敵利物浦，邦茨未能取得冠軍。
1987-88球季，本來處於半退休狀態的邦茨重返正選陣容，協助球隊全力護級，最後西汉姆联排在聯賽第16位避過降班的危險。對南安普顿的比賽，邦茨最後一次穿起西汉姆联球衣，當時他41歲零255日。這位西汉姆联隊長在球會效力長達21年，打破了博比·摩尔的最高上陣紀錄，於聯賽上陣663次，射入48球。

## 國家隊生涯
無緣英格蘭
邦茨的足球生涯黃金年紀，正值英格蘭足球的黑暗年代。由於邦茨最初擔任防守中場，國家隊並沒有適合他的位置。到後來格連活上任後，改踢清道夫的邦茨一直都盛傳是國家隊的一員，但可惜戴夫·沃特森、菲尔·汤普森、特里·毕查等出色球員在陣，限制了邦茨的入選機會。
1981年對巴西的友誼賽，年屆34歲的邦茨本來有機會入選，後來因大腿折斷，未能一償心願披起國家隊戰衣。